# Andoni Lafuente
Andoni Lafuente Olaguibel (født 6. september 1985) er en spansk tidligere professionel cykelrytter.